# 韋謝利蘭 (弗拉季伊夫卡區)
47°43′35″N 30°25′24″E / 47.72639°N 30.42333°E
韋謝利蘭（烏克蘭語：Веселий Лан），是烏克蘭的村落，位於該國南部尼古拉耶夫州，由弗拉季伊夫卡區負責管轄，始建於1924年，面積0.63平方公里，海拔高度165米，2001年人口103，人口密度每平方公里163.5人。